# 裴士锋
裴士锋（英語：Stephen R. Platt），研究中国近代史的美国汉学家、历史学家、作家。专长为十九世纪中国史、中国对外关系。

## 生平
裴士锋本科时主修英文，毕业后曾以雅礼协会教师身份在中国湖南省长沙市的雅礼中学从事英语教学。2004年，裴士锋获耶鲁大学中国史博士学位，师从史景迁。后担任马萨诸塞大学阿默斯特分校教授。

## 著作
- 《湖南人与现代中国》，是由他的博士论文改写而成[2]
- 《天国之秋》荣获坎迪尔历史奖（英语：Cundill Prize）[4]
- 《帝国的黄昏：鸦片战争及中国最后的黄金时代的终结（英语：Imperial Twilight）》[5][6][7]